# Kis fakopáncs
A kis fakopáncs (Dryobates minor) a madarak (Aves) osztályának harkályalakúak (Piciformes) rendjébe, ezen belül a harkályfélék (Picidae) családjába tartozó faj.
A korábbi rendszertani besorolás szerint, Dendrocopos nembe volt helyezve, Dendrocopos minor néven.

## Előfordulása
Európában és Ázsiában él. Folyóárterek, elegyes erdők és tölgyesek lakója. Ligetes erdők, parkok, elegyes erdők, kedveli azokat a helyeket, ahol a fákon sok száraz ág van.

## Alfajai
- Dryobates minor amurensis (Buturlin, 1908)
- Dryobates minor buturlini Hartert, 1912
- Dryobates minor colchicus (Buturlin, 1908)
- Dryobates minor comminutus (Hartert, 1907)
- Dryobates minor danfordi (Hargitt, 1883)
- Dryobates minor hortorum (Brehm, CL, 1831)
- Dryobates minor hyrcanus (Zarudny & Bilkevitch, 1913)
- Dryobates minor immaculatus (Stejneger, 1884)
- Dryobates minor kamtschatkensis (Malherbe, 1860)
- Dryobates minor ledouci (Malherbe, 1855)
- Dryobates minor minor (Linnaeus, 1758)
- Dryobates minor morgani (Zarudny & Loudon, 1904)
- Dryobates minor quadrifasciatus (Radde, 1884)

## Megjelenése
Testhossza 14–15 centiméter, szárnyfesztávolsága 25–27 centiméter, testtömege 17–25 gramm. A hím fejtetője vörös, a tojóé fekete. Háta keresztsávozott, testalja fehér. Farkát támaszkodásra is használja.

## Életmódja
Lepkék lárváival és levéltetvekkel táplálkozik.

## Szaporodása
Magányos fészkelő. Tölgyesekben, gyertyános-tölgyesek, ártéri erdőkben, saját maga által vájt, szűk bejárat után kiöblösödő odú csupasz aljzatára rakja 5-6 tojását, melyen 10-12 napig kotlik. A fiókái fészeklakók, 18-20 napos korukban repülnek ki.

## Kárpát-medencei előfordulása
Magyarországon állandó, rendszeres fészkelő, gyakori madárnak számít.

## Védettsége
Hazánkban védett, természetvédelmi értéke 50 000 Ft. Európában biztos állományú, a Természetvédelmi Világszövetség Vörös Listáján nem fenyegetett fajnak számít.

## Képgaléria

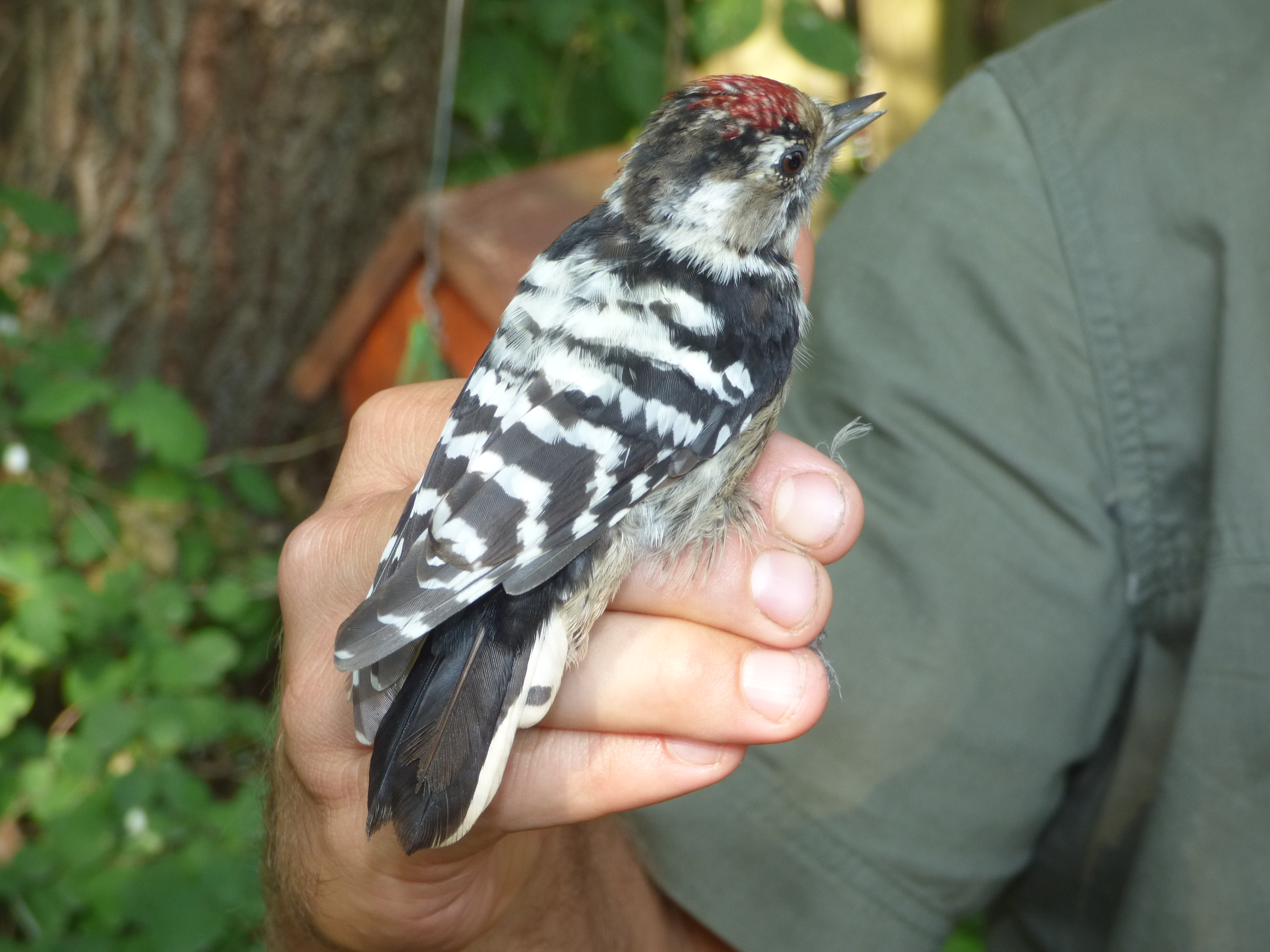
Gyűrűzött kis fakopáncs az Ócsai Madárvártán
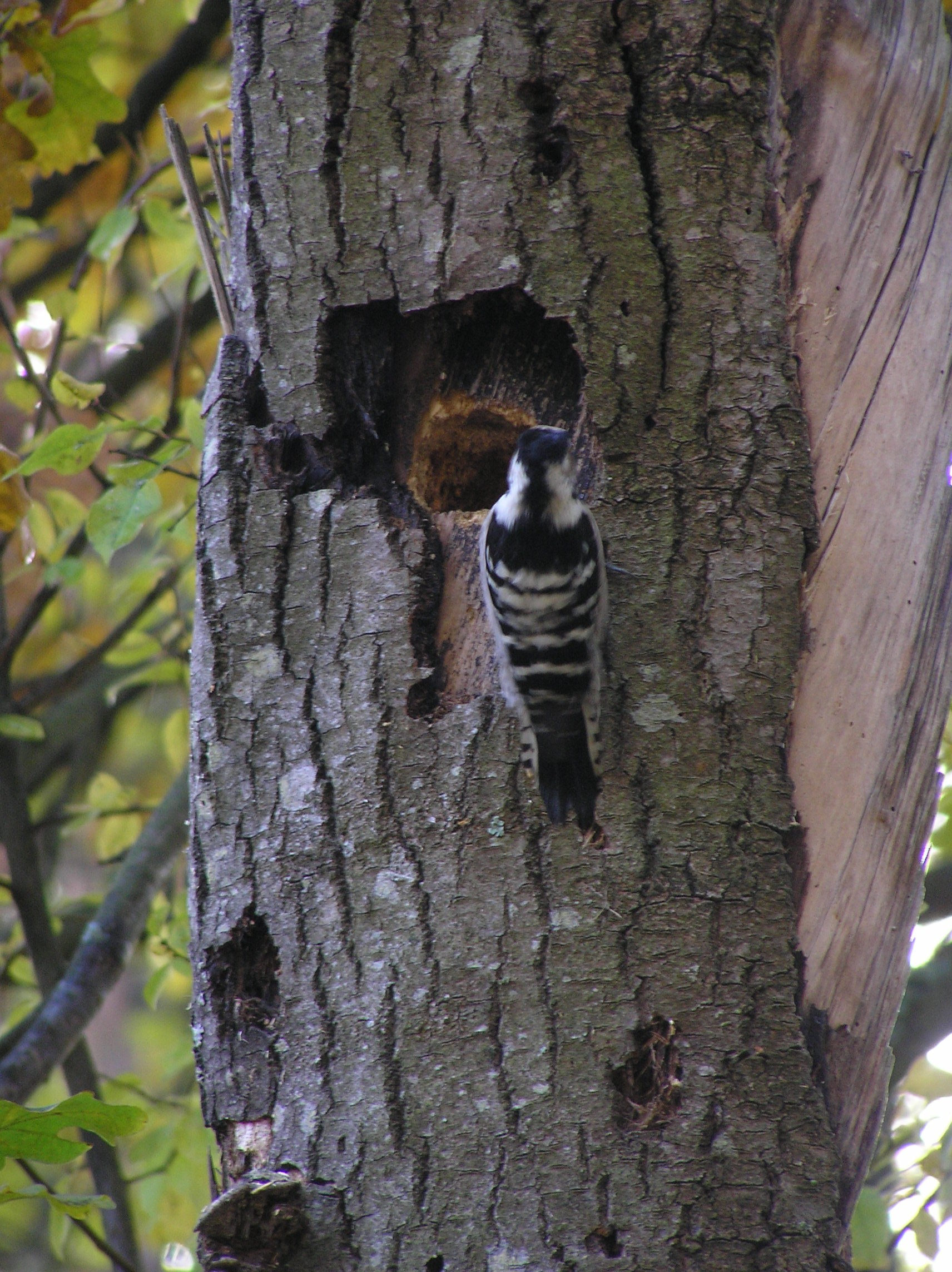
A tojó a fészeknél
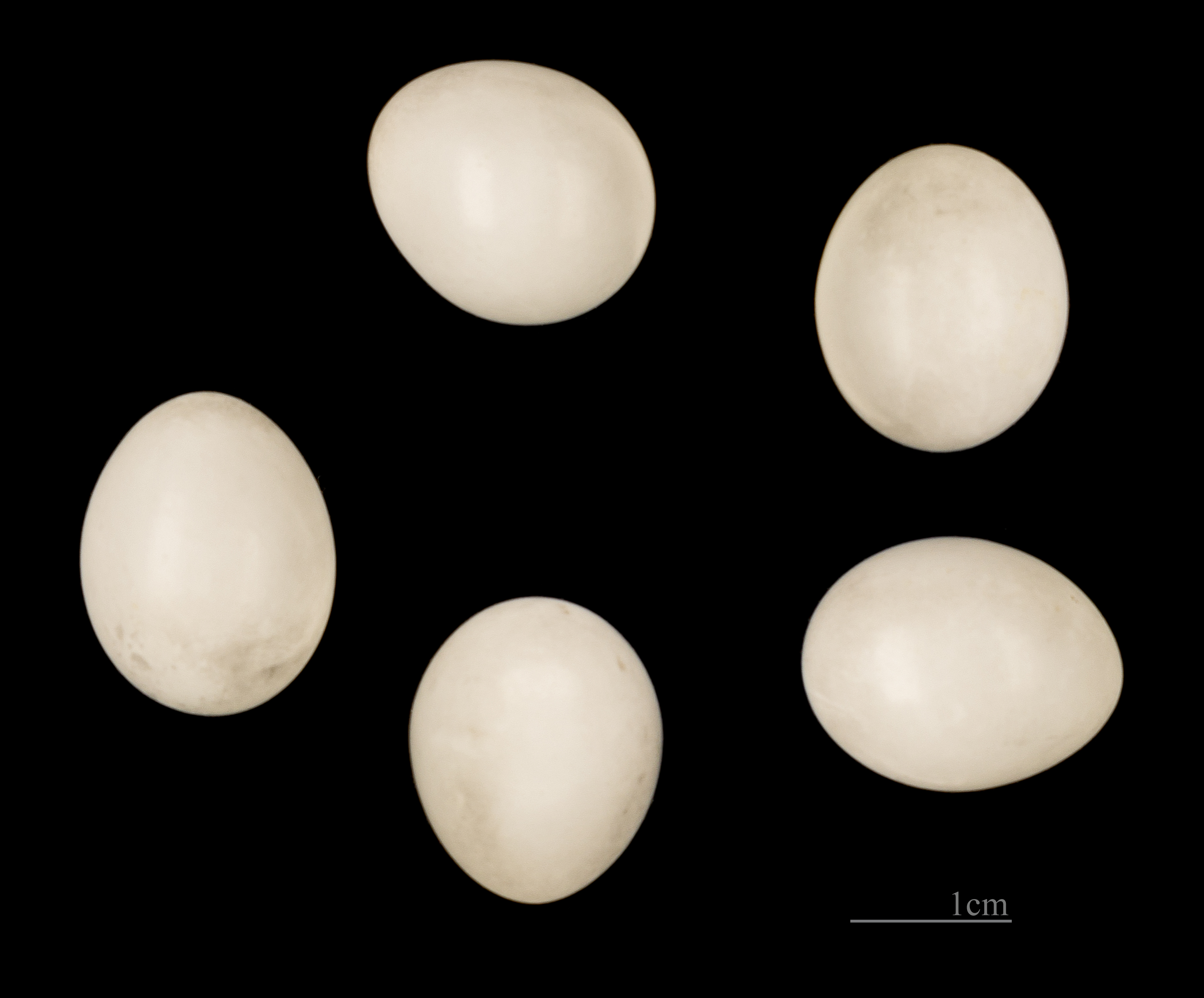
Tojásai